# Plaesius ruptistrius
Plaesius ruptistrius är en skalbaggsart som beskrevs av Lewis 1906. Plaesius ruptistrius ingår i släktet Plaesius och familjen stumpbaggar. Inga underarter finns listade i Catalogue of Life.